# Клей (окръг, Алабама)
Вижте пояснителната страница за други населени места с името Клей.
Окръг Клей (на английски: Clay County) е окръг в щата Алабама, Съединени американски щати. Площта му е 1570 km², а населението – 14 236 души (1 април 2020). Административен център е град Ашланд. Клей е сух окръг, не се продава алкохол.